# Lions Chioggia
Il Lions Chioggia Associazione Sportiva Dilettantistica è stata una squadra italiana di calcio a 5 con sede a Chioggia nella città metropolitana di Venezia.

## Storia
La società fu fondata il 20 ottobre del 1989 da un gruppo di amici che volevano dare seguito ai tornei organizzati d'estate in città. Tra il 1990 e il 1997 il Lions Chioggia ha disputato sei campionati nazionali di Serie B e uno di Serie A (1991-92). A livello regionale hanno vinto quattro edizione della Coppa Italia e due Supercoppe del Veneto. Nel 2014 la società ha festeggiato il venticinquesimo anniversario della fondazione.

## Cronistoria
| Cronistoria del Lions Chioggia |
| --- |
| - 1989 · Fondazione del Lions Chioggia. - 1989-90 · 2ª nel campionato regionale. Vince la Coppa Italia regionale (1º titolo). - 1990-91 · 2ª nel girone A di Serie B. Ripescata in Serie A. - 1991-92 · 17ª in Serie A. Retrocessa in Serie B. - 1992-93 · 9ª nel girone B di Serie B. - 1993-94 · 8ª nel girone A di Serie B. - 1994-95 · 10ª nel girone A di Serie B. - 1995-96 · 8ª nel girone A di Serie B. - 1996-97 · 12ª nel girone A di Serie B. - 1997 · Rinuncia alla Serie B e iscrizione in Serie C1 Veneto. - 1997-98 · 6ª nel girone B di Serie C1 Veneto. Vince la Coppa Italia regionale (2º titolo). - 1998-99 · 1ª nel girone B di Serie C1 Veneto. Sconfitta nello spareggio promozione. Vince la Coppa Italia regionale (3º titolo). - 1999-00 · 2ª nel girone B di Serie C1 Veneto. Vince la Coppa Italia regionale (4º titolo). - 2000-01 · 3ª in Serie C1 Veneto. - 2001-02 · 8ª in Serie C1 Veneto. - 1997 · Rinuncia alla Serie C1 e iscrizione in Serie C2 Veneto. - 2002-03 · 1ª nel girone C di Serie C2 Veneto. Promossa in Serie C1. - 2003-04 · 15ª in Serie C1 Veneto. Retrocessa in Serie C2. - 2004-05 · 10ª nel girone C di Serie C2 Veneto. - 2005-06 · 9ª nel girone C di Serie C2 Veneto. - 2006-07 · 2ª nel girone C di Serie C2 Veneto. Finalista play-off promozione. - 2007-08 · 2ª nel girone C di Serie C2 Veneto. Promossa in Serie C1. Vince i play-off promozione. - 2008-09 · 12ª in Serie C1 Veneto. Retrocessa in Serie C2. Sconfitta ai play-out. - 2009-10 · 13ª nel girone C di Serie C2 Veneto. Retrocessa in Serie D, viene ripescata. - 2010-11 · 4ª nel girone C di Serie C2 Veneto. - 2011-12 · 14ª nel girone B di Serie C2 Veneto. Retrocessa in Serie D. - 2012-13 · 1ª nel girone I di Serie D Veneto. Promossa in Serie C2. - 2013-14 · 3ª nel girone B di Serie C2 Veneto. - 2014-15 · 6ª nel girone B di Serie C2 Veneto. - 2015 · Scioglimento della società. |

## Partecipazioni ai campionati
| Livello | Categoria | Partecipazioni | Debutto   | Ultima stagione |
| ------- | --------- | -------------- | --------- | --------------- |
| 1º      | Serie A   | 1              | 1991-1992 | 1991-1992       |
| 2º      | Serie B   | 6              | 1990-1991 | 1996-1997       |
| 3º      | Serie C1  | 1              | 1997-1998 | 1997-1998       |
| 4º      | Serie C1  | 7              | 1998-1999 | 2008-2009       |
| 5º      | Serie C2  | 9              | 2004-2005 | 2014-2015       |
| 6º      | Serie D   | 1              | 2012-2013 | 2012-2013       |

## Palmarès

### Competizioni giovanili
- Campionato nazionale Giovanissimi: 1
2011-12